# To Be Loved (album Michaela Bublé)
To Be Loved – wydany w kwietniu 2013 album studyjny kanadyjskiego piosenkarza Michaela Bublé. Znalazły się na nim covery (jak np. „To Love Somebody” Bee Gees, „Nevertheless (I'm In Love With You)” Deana Martina, „Who's Loving You” The Jackson 5, czy tytułowe „To Be Loved” Jackiego Wilsona), jak również cztery autorskie piosenki, które Bublé współkomponował. Album zapowiadał singel „It's a Beautiful Day”. Numer katalogowy płyty to 093624944973 (Warner Bros. US).
Album w Polsce uzyskał status złotej płyty.

## Lista utworów
| Nr  | Tytuł                                                               | Twórcy                                 | Długość |
| --- | ------------------------------------------------------------------- | -------------------------------------- | ------- |
| 1.  | „You Make Me Feel So Young”                                         | Mack Gordon                            | 3:05    |
| 2.  | „It's a Beautiful Day”                                              | Michael Bublé, Bob Rock, Alan Chang    | 3:19    |
| 3.  | „To Love Somebody”                                                  | Barry Gibb, Robin Gibb                 | 3:15    |
| 4.  | „Who's Lovin You”                                                   | William „Smokey” Robinson, Berry Gordy | 2:56    |
| 5.  | „Something Stupid” featuring Reese Witherspoon                      | Clarence Carson Parks                  | 2:57    |
| 6.  | „Come Dance with Me”                                                | Jimmy Van Heusen, Sammy Cahn           | 2:46    |
| 7.  | „Close Your Eyes”                                                   | Michael Bublé, Alan Chang, Amy Foster  | 3:33    |
| 8.  | „After All” featuring Bryan Adams                                   | David Foster, Al Jarreau, Jay Graydon  | 3:37    |
| 9.  | „Have I Told You Lately That I Love You” with Naturally 7           | Scotty Wiseman                         | 3:26    |
| 10. | „To Be Loved”                                                       | Jackie Wilson                          | 3:41    |
| 11. | „You've Got a Friend In Me”                                         | Randy Newman                           | 3:25    |
| 12. | „Nevertheless (I'm in Love with You)” featuring The Puppini Sisters | Bert Kalmar                            | 2:56    |
| 13. | „I Got It Easy”                                                     | Michael Bublé, Bob Rock, Alan Chang    | 3:38    |
| 14. | „Young at Heart”                                                    | Johnny Richards, Carolyn Leigh         | 3:42    |

## Cytaty
- Michael Bublé: „Mój album jest o miłości, szczęściu, zabawie i smakowitych rzeczach”[4]